# Küzikoszi Szent Fauszta
Küzikoszi Szent Fauszta (298 – Küzikosz, 311) ókeresztény görög vértanú.
Maximianus római császár keresztényüldözése idején szenvedett vértanúságot a mindössze 13 éves szűz hosszabb kínzások után. A későbbi legenda úgy tudja, hogy a legkegyetlenebb kínzások között is vidám és összeszedett módon viselkedő Fauszta nagy hatással volt a kínzójára. A hóhér csodálkozására így válaszolt: „Ha az én képemet kínoznád, vajon érezném-e? Ugyanígy vagyok én: Neked csak a testem fölött van hatalmad, lelkem Isten kezében van.” Ünnepét az egyház szeptember 22-én üli.